# Gardi Hutter
Gardi Hutter (Altstätten, 5 marzo 1953) è un'attrice teatrale e commediografa svizzera.

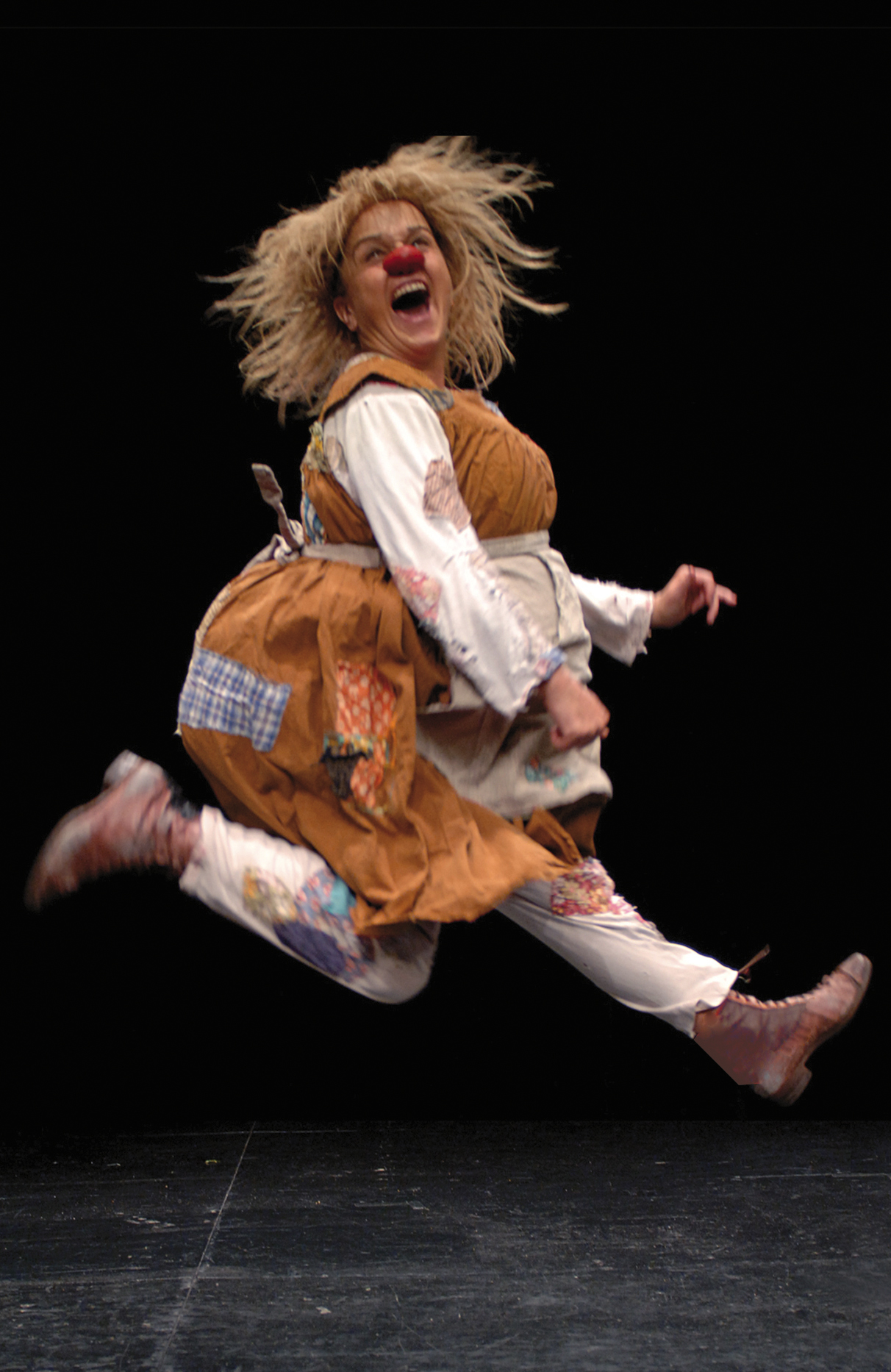
Gardi Hutter in Giovanna d'ArPpo

Artista teatrale e autrice, ma soprattutto commediante-clown con personali programmi di piccolo teatro, non legati alle piste del circo. Dal 1981 è in tournée con le sue produzioni: più di 3 800 rappresentazioni in 35 paesi e 5 continenti. Ha creato nove spettacoli teatrali, un programma circense, tre musicals ricevendo 19 premi artistici.

## Vita e carriera
Gardi Hutter è nata e cresciuta ad Altstätten, in Svizzera. Si è diplomata all'Accademia di Arte Drammatica di Zurigo (ora ZHdK - University of the Arts) nel 1977. In collaborazione con Ferruccio Cainero, Mario Gonzales, Nani Colombaioni e il CRT - Centro di ricerca per il teatro, Milano - ha creato in Italia il suo personaggio da clown e il suo universo immaginario.
Ha vinto 19 premi culturali in Svizzera e all'estero. Inoltre ha avuto l'onore di interpretare il «buffone di corte» al Parlamento svizzero di Berna, durante la celebrazione dei 700 anni della Confederazione nel 1991. Ha anche fatto una stagione al Circo Nazionale Svizzero Knie nel 2000.
Nei suoi spettacoli quasi privi di parole crea dei piccoli universi assurdi in cui i suoi personaggi combattono con grande coraggio - ma invano - alla ricerca della felicità. La loro situazione tragicomica viene esposta in modo spietato e crudele, offrendo così al pubblico il massimo del divertimento.
Dal 1985 Hutter vive nella Svizzera Italiana. È madre della cantante e attrice Neda Cainero e del musicista e regista Juri Cainero (compagnia Onyrikon) che sono sul palco con lei nella produzione Gaia Gaudi.
Hutter scrive anche libri per bambini. Nella primavera del 2021, per i 40 anni del suo personaggio teatrale Hanna, è stata pubblicata la biografia «Trotz allem. Gardi Hutter» (“Nonostante tutto. Gardi Hutter”), realizzata insieme all’autrice Denise Schmid. Sul suo sito online descrive come creare uno spettacolo clownesco, mettendo a disposizione tutti i protocolli e video della sua produzione “La Sarta”.

## Opere

### Programmi teatrali
- 1981 - Giovanna d'ArpPo - Solo (di Cainero e Hutter, Regia: Ferruccio Cainero)
- 1984 - Abra Catastrofe – Una commedia di streghe. Con Minnie Marx (di Cainero e Hutter e Marx, Regia: Ferruccio Cainero)
- 1988 - Come un topo nel formaggio – Solo (con Cainero e Hutter e Mark Wetter, Regia: Ferruccio Cainero)
- 1994 - Cercasi segretaria - con Eric Amton Rohner (di Cainero, Hutter, Barbara Frey, Regia: Ferruccio Cainero)
- 1998 - RISATE NOTTurne - con Ueli Bichsel (di e con Ueli Bichsel e Gardi Hutter)
- 2000 - Giovanna & Knill al circo nazionale svizzero Circus Knie (6 numeri da clown con Ueli Bichsel, Neda e Maite)
- 2003 - La suggeritrice. Solo (Regia: Fritzi Bisenz e Ueli Bichsel)
- 2010 - La Sarta. Solo (di Gardi Hutter e Michael Vogel, Regia: Michael Vogel (Direttore artistico Familie Flöz)
- 2019 - Gaia Gaudi. Gardi Hutter & Co. (di/con Gardi Hutter, Neda Cainero, Beatriz Navarro e Juri Cainero, Regia: Michael Vogel (Direttore artistico Familie Flöz)

### Musicals
- 2005 - 3 spose per un pugno (di/con Gardi Hutter, Sandra Studer e Sue Mathys - Regia: Dominik Flaschka - Produzione: Casinotheater, Winterthur)
- 2006 - Honkystonky - musical per bambini (di/con Gardi Hutter, Erika Stucky, Shirley Hoffmann - Regia: Ueli Bichsel - Produzione: Broghers&Sisters 2006)
- 2014 - Wanderflug - There's no Piz, like Show Piz (di/con Gardi Hutter, Sandra Studer e Michael von der Heide - Regia: Dominik Flaschka - Produzione: Theater am Hechtplatz, Zürich)

### Libri
I suoi libri: «Mamma mia!» edizioni Nord-Süd sono stati illustrati da Cathrine Louis e tradotti in più lingue.
- Mamma mia, basta magia! ed. Nord-Süd, Gossau/Zürich 1997
- Mamma mia, quanto abbiamo pianto! ed. Nord-Süd, Gossau/Zürich 1999
- Mamma mia, non andare via! ed. Nord-Süd, Gossau/Zürich 2001

Con le edizioni Sauerländer è stata pubblicata una storia per bambini con immagini di Peter Gut:
- Der kleine See und das Meer. Sauerländer, Aarau 2001. Il laghetto e il mare

### Film
- 1989 - Fata Morgana (Produzione: Cinégroupe, Regia: M. Schillig)
- 1993 - Hanna & Rocky (Produzione e coautore sceneggiatura: Beat Kuert - Libro: Hutter/Kuert)
- 2006 - Alles bleibt anders , Tutto resta diverso (Produzione e regia: Güzin Kar)
- 2007 - Tell (Produzione e regia: Mike Eschmann)
- 2012 - Gardi - L'infinità del gioco, documentario (Produzione: Tukan Film - Autore e regista: Kuno Bont)